# Le Point de Mire
Le Point de Mire är en omkring 8 mil lång udde i provinsen Québec i Kanada. Den ligger i Kaniapiskausjön och skapades när vattennivån i sjön höjdes genom dammar och omledningar av flera floder på 1980-talet.
Udden namngavs 1997 efter tv-programmet Point de Mire, för att hedra journalisten och ministern René Lévesque vid tioårsminnet av hans död.